# Matorac
Matorac är ett berg i Bosnien och Hercegovina.   Det ligger i entiteten Federationen Bosnien och Hercegovina, i den centrala delen av landet, 40 km väster om huvudstaden Sarajevo. Toppen på Matorac är 1 922 meter över havet, eller 188 meter över den omgivande terrängen. Bredden vid basen är 1,8 km. Matorac ingår i Zec.
Terrängen runt Matorac är huvudsakligen kuperad, men västerut är den bergig.Närmaste större samhälle är Fojnica, 5,7 km nordost om Matorac. 
Omgivningarna runt Matorac är en mosaik av jordbruksmark och naturlig växtlighet. Runt Matorac är det ganska tätbefolkat, med 93 invånare per kvadratkilometer.